# Taylor Young
Taylor Young är en amerikansk skådespelare som under 1970-talet medverkade i pornografiska filmer. Tillsammans med Brooke Young medverkade  hon i exempelvis Sweet Cakes (1976) och Teenage Twins (1976).